# متلألئة ثعلبية
متلألئة ثعلبية (الاسم العلمي:Luzula alopecurus) هي نوع من النباتات تتبع جنس المتلألئة من الفصيلة الأسلية.